# Clatonia (Nebraska)
Clatonia es una villa ubicada en el condado de Gage en el estado estadounidense de Nebraska. En el Censo de 2010 tenía una población de 231 habitantes y una densidad poblacional de 321,98 personas por km².

## Geografía
Clatonia se encuentra ubicada en las coordenadas 40°27′55″N 96°51′4″O / 40.46528, -96.85111. Según la Oficina del Censo de los Estados Unidos, Clatonia tiene una superficie total de 0.72 km², de la cual 0.72 km² corresponden a tierra firme y (0%) 0 km² es agua.

## Demografía
Según el censo de 2010, había 231 personas residiendo en Clatonia. La densidad de población era de 321,98 hab./km². De los 231 habitantes, Clatonia estaba compuesto por el 97.84% blancos, el 0% eran afroamericanos, el 0% eran amerindios, el 0.87% eran asiáticos, el 0% eran isleños del Pacífico, el 0% eran de otras razas y el 1.3% pertenecían a dos o más razas. Del total de la población el 0.87% eran hispanos o latinos de cualquier raza.